# Sixeonotus scabrosus
Sixeonotus scabrosus är en insektsart som först beskrevs av Philip Reese Uhler 1895.  Sixeonotus scabrosus ingår i släktet Sixeonotus och familjen ängsskinnbaggar. Inga underarter finns listade i Catalogue of Life.